# Teoria de variables ocultes

Aquesta és l'estructura interna proposada de l'antielectró, segons la teoria de Cordus. Aquest és un tipus de teoria de variables ocultes no local amb camps discrets. La teoria prediu que les partícules generalment tenen un disseny de dos extrems, amb els detalls específics de les emissions de camp discrets que defineixen el tipus de partícula. En el cas de l'antielectró es proposa que la seqüència d'emissió prengui la mà oposada a la de l'electró. La manipulació provoca la diferenciació d'espècies matèria-antimatèria en aquesta teoria.

En física, les teories de variables ocultes són propostes per proporcionar explicacions dels fenòmens de la mecànica quàntica mitjançant la introducció d'entitats hipotètiques (possiblement no observables). L'existència d'una indeterminació fonamental per a algunes mesures s'assumeix com a part de la formulació matemàtica de la mecànica quàntica; a més, els límits de la indeterminació es poden expressar en una forma quantitativa pel principi d'incertesa de Heisenberg. La majoria de les teories de variables ocultes són intents d'evitar la indeterminació quàntica, però possiblement a costa de requerir l'existència d'interaccions no locals.
Albert Einstein es va oposar a aspectes de la mecànica quàntica, i va declarar famós "Estic convençut que Déu no juga als daus". Einstein, Podolsky i Rosen van argumentar en assumir la causalitat local que la mecànica quàntica és una descripció incompleta de la realitat. El teorema de Bell i els experiments posteriors mostrarien més tard que les variables ocultes locals (una manera de trobar una descripció completa de la realitat) de certs tipus són impossibles. Una teoria no local famosa és la teoria de De Broglie-Bohm.
Segons la seva formulació matemàtica, la mecànica quàntica és no determinista, és a dir, que generalment no prediu el resultat de cap mesura amb certesa. En canvi, indica quines són les probabilitats dels resultats, amb l'indeterminisme de les magnituds observables restringit pel principi d'incertesa. Sorgeix la pregunta de si podria haver-hi alguna realitat més profunda amagada sota la mecànica quàntica, que es descriurà per una teoria més fonamental que sempre pot predir el resultat de cada mesura amb certesa: si es coneguessin les propietats exactes de cada partícula subatòmica, el sistema sencer podria ser modelat exactament utilitzant la física determinista similar a la física clàssica.
En altres paraules, és concebible que la mecànica quàntica sigui una descripció incompleta de la natura. La designació de variables com a variables "ocultes" subjacents depèn del nivell de descripció física (per tant, per exemple, "si un gas es descriu en termes de temperatura, pressió i volum, llavors les velocitats dels àtoms individuals del gas serien ser variables ocultes"). Els físics que donen suport a la teoria de De Broglie-Bohm sostenen que subjacent a la naturalesa probabilística observada de l'univers hi ha un fonament/propietat objectiu determinista: la variable oculta. Altres, però, creuen que no hi ha una realitat determinista més profunda en la mecànica quàntica.
La manca d'una mena de realisme (entès aquí com a afirmar l'existència i l'evolució independents de les magnituds físiques, com la posició o el moment, sense el procés de mesura) és crucial en la interpretació de Copenhaguen. Les interpretacions realistes (que ja estaven incorporades, fins a cert punt, a la física de Feynman), en canvi, suposen que les partícules tenen certes trajectòries. Sota aquesta visió, aquestes trajectòries seran gairebé sempre contínues, cosa que es dedueix tant de la finitud de la velocitat percebuda de la llum ("s'han d'excloure els salts" més aviat) com, el que és més important, del principi de mínima acció, tal com es dedueix a la física quàntica. per Dirac. Però el moviment continu, d'acord amb la definició matemàtica, implica moviment determinista per a una sèrie d'arguments temporals; i, per tant, el realisme és, sota la física moderna, una raó més per buscar (almenys cert limitat) determinisme i, per tant, una teoria de variables ocultes (especialment que aquesta teoria existeix: vegeu la interpretació de De Broglie–Bohm).